# Gonzalo Toro Garland
Gonzalo Marcial Toro Garland (Santiago, Chile, 11 de agosto de 1927 - detenido desaparecido, 4 de abril de 1974) fue un profesor de la Facultad de Ciencias y Artes Musicales de la Universidad de Chile, militante del MIR y detenido desaparecido durante la dictadura militar. Al momento de su detención, tenía 46 años, estaba casado.

## Profesor universitario
Gonzalo Toro Garland, era profesor de la Facultad de Ciencias y Artes Musicales de la Universidad de Chile, laborando en el Departamento Derechos de Autor, era militante del MIR. Herido y detenido por agentes de la DINA, el 4 de abril de 1974, en la vía pública, frente a la Casa Central de la Universidad de Chile en Santiago. Fue baleado por la espalda, según constancia médica del Hospital Militar, hasta donde fue trasladado por sus aprehensores, en carácter de detenido. Presentaba tres heridas comprometedoras en la espalda y su estado de salud era de extrema gravedad. Gonzalo Toro fue ingresado al Hospital Militar sin registrar su nombre en Estadística y bajo condiciones de estricta incomunicación, ocultándole el hecho incluso al, en ese entonces, Coronel Horacio Toro Iturra, primo hermano de la víctima. En su declaración ante el Tribunal el General de Ejército en Retiro Horacio Toro Iturra afirmó: "al saber del desaparecimiento de mi primo, me contacté con el jefe del organismo con el cual se había enfrentado Gonzalo, organismo el cual le había herido, cuyo jefe, en ese tiempo el Coronel Manuel Contreras Sepúlveda, el cual me manifestó que si bien es cierto que había sido detenido e interrogado, posteriormente se le había dejado en libertad.... el Coronel Contreras me señaló que lo haría buscar. Esperando un tiempo prudente solicité informes del desaparecido, los que fueron negativos".

## Detención en el Hospital
Su esposa Maite Nicole Daiber Vuillemin, recorrió postas, hospitales, el Instituto Médico Legal, la Secretaría Nacional de Detenidos -SENDET-, el Estadio Chile, etc., en el intento de ubicar a su esposo. El abogado Francisco Escobar Riffo, quien actuaba por encargo de Fernando Toro Garland, en el esclarecimiento de la desaparición de su hermano Gonzalo, se informó que este último se encontraba en las instalaciones del Hospital Militar. En este recinto permaneció durante algunos meses donde, a pesar de la estricta vigilancia, fue visto y conversó con sus hijos. También pudo ser visto por numerosas personas, entre amigos y familiares, a través de una ventana que da a la calle Providencia, cuando su estado de salud le permitió acercarse a la misma, siendo esa la última oportunidad en que lo vieron con vida. El hospital reconoció posteriormente su hospitalización desde el 4 de abril, hasta el 1.º de agosto de 1974, fecha en que habría abandonado "por sus propios medios" el Hospital Militar.

## Proceso judicial en dictadura
El día 18 de abril de 1974, Maite Nicole Daiber Vuillemin, interpuso ante la Corte de Apelaciones de Santiago el Recurso de Amparo rol 373-74 en favor de su esposo, Gonzalo Marcial Toro Garland. El mismo fue rechazado el 18 de julio de 1974. Con fecha 15 de mayo de 1974, el abogado Francisco Escobar Riffo, interpuso un nuevo Recurso de Amparo rol 479-74 en favor de Gonzalo Marcial Toro Garland, el que también fue rechazado el 14 de noviembre de 1974. El Ministerio del Interior respondió recién el 21 de junio de 1974, indicando que, "Gonzalo Toro Garland no se encuentra detenido por orden de alguna autoridad administrativa y que este Ministerio ignora su actual paradero". A su vez, el Ministerio de Defensa Nacional, se tomó más tiempo para responder el Oficio a la Corte de Apelaciones. Así, recién el 24 de octubre de 1974, informó "que por no tratarse de personas denunciadas a la Justicia Militar, los informes correspondientes fueron remitidos al Ministerio del Interior". Sin embargo, la misma Corte, en un hecho más insólito aún, recién el 25 de octubre de 1974, ofició al Hospital Militar para que informara acerca del amparado. Con fecha 8 de noviembre de 1974, informó la Dirección del Hospital Militar, indicando "que el Sr. Gonzalo Toro Garland no se encuentra hospitalizado en este recinto asistencial". El 14 de noviembre, la Corte de Apelaciones de Santiago rechazó el amparo.
El 25 de noviembre de 1974, se inició en el Segundo Juzgado del Crimen de Santiago la causa Rol 82.745-3. Con fecha 18 de noviembre de 1974 el Hospital Militar, en respuesta a la Corte de Apelaciones, informa que "efectivamente, el señor Gonzalo Toro Garland se encontró hospitalizado en este establecimiento entre el 4 de abril de 1974 y el 1.º de agosto de 1974; fue dado de alta en esa fecha y se retiró en libertad por sus propios medios". La ficha clínica de Gonzalo Marcial Toro, señaló que éste había sido detenido en un enfrentamiento con las fuerzas de seguridad. Las heridas indican con claridad que fue baleado por la espalda. En copia de la ficha clínica de Gonzalo Toro Garland, se informa al Tribunal que éste fue sometido a cuatro operaciones durante su estadía en el Hospital Militar. El Tribunal no investigó las causas y circunstancias de las heridas a balas sufridas por el afectado. El Tribunal nada hizo respecto a la información que le entregara Horacio Toro Iturra, respecto al reconocimiento que de la detención de su primo, le hiciera el entonces Coronel y Jefe de la DINA, Manuel Contreras. El 16 de octubre de 1978, se declaró cerrado el sumario y se sobreseyó temporalmente la causa, resolución que fue aprobada por la Corte de Apelaciones con fecha 29 de diciembre de 1978.

## Informe Rettig
Familiares de Gonzalo Toro Garland presentaron su testimonio ante la Comisión Rettig. Comisión de Verdad que tuvo la misión de calificar casos de detenidos desaparecidos y ejecutados durante la dictadura. Sobre el caso de Gonzalo Toro, el Informe Rettig señaló que:

“El 4 de abril de 1974 el militante del MIR Gonzalo Marcial TORO GARLAND fue detenido en Santiago, en la vía pública por agentes de la DINA.  Durante la detención resultó herido, por lo cual fue llevado por sus captores al Hospital Militar.  En ese recinto fue visto por testigos, aparentemente en grave estado.  Luego desapareció sin que haya nuevos antecedentes sobre su suerte.
La Comisión está convencida de que su desaparición fue obra de agentes del Estado, quienes violaron así sus derechos humanos.” 

## Proceso judicial en democracia
Luego de la detención de Augusto Pinochet en Londres, se activaron los juicios de derechos humanos. El caso de Gonzalo Toro está siendo investigado por el ministro en visita Mario Carroza.

## Una historia necesaria
Una historia necesaria es una serie chilena estrenada el 11 de septiembre de 2017 en Canal 13 Cable. En 16 episodios se relata, en testimonios de familiares, amigos o testigos, 16 casos sobre detenidos desaparecidos y las violaciones de los derechos humanos a los que fueron sometidos durante la dictadura de Augusto Pinochet. En uno de los capítulos de la serie se relata la detención del profesor de música Gonzalo Toro Garland.